# Nyssodrysternum drumonti
Nyssodrysternum drumonti es una especie de escarabajo longicornio del género Nyssodrysternum, tribu Acanthocinini, subfamilia Lamiinae. Fue descrita científicamente por Audureau en 2018.

## Descripción
Mide 7 milímetros de longitud.

## Distribución
Se distribuye por Perú.